# ウェールズ議会
ウェールズ議会（ウェールズぎかい、ウェールズ語: Senedd Cymru、英語: Welsh Parliament、略称: セネッズ（Senedd））は、イギリス議会から権限委譲を受けたウェールズの立法府である。首都カーディフのセネッズ議事堂に置かれており、一院制である。

## 概要
60人の議員で構成され、議員はMember of the Senedd（MS）またはAelod o'r Senedd（AS）として知られる。2011年以来、議員の任期は5年で、小選挙区比例代表連用制 (Additional Member System; AMS) によって選出される。全60名の議員のうち、40名は地理的に区分された小選挙区を代表して多数代表制で選出され、残りの20名は比例代表制のドント方式を用いて5つの比例区を代表して選出される。
ウェールズ議会は、1997年の住民投票を受けて成立した1998年ウェールズ統治法により創設された。しかし、2006年ウェールズ統治法を通して、制限された立法権が獲得されるまでは、議会は一次立法を開始する権限を有していなかった。その主要な立法権は、2011年3月3日に実施された住民投票において投じられた賛成票をもって強化され、権限が委譲された20の領域において連合王国議会あるいはウェールズ大臣に助言を求めることなく立法することが可能となった。2017年ウェールズ法では、さらなる権限が委譲され、議会自身の名称を改める権限も与えられた。これをうけ、3年間の議論の末に2020年5月6日にNational Assembly for Wales（ウェールズ語: Cynulliad Cenedlaethol Cymru）からの改名が行われた。